# Rescue Me!
Rescue Me! (en japonés, れすきゅーME!?) es una serie de manga japonesa escrita e ilustrada por Yoshiharu Makita. Fue publicado en la revista Champion RED Ichigo, y ha sido recopilado en 4 volúmenes desde 2008 hasta el 2014. Una adaptación de anime de un solo episodio producida por Hoods Entertainment y dirigida por Keiichiro Kawaguchi fue lanzada el 20 de junio de 2013, incluido con una edición limitada del tercer volumen del manga.  

## Argumento
La trama del manga gira en torno a Mizutani Masayuki, un estudiante de secundaria ordinaria cuyos padres están ocupados trabajando en el extranjero. Un día, Shimizu Sayaka, su compañera de clase, se muda repentinamente con él por petición de sus padres lo que le lleva a protagonizar situaciones incómodas y bastante subiditas de tono.

## Personajes
Mizutani Masayuki (Masayuki Mizutani)
Interpretado por: Ryōta Ōsaka
Masayuki es un estudiante de segundo año de secundaria y valora una vida tranquila y pacífica. Cuando sus padres sorprendentemente se van para una estancia más larga en el extranjero por motivos de trabajo, por lo que ahora tiene la casa para él solo, no le molesta tanto. Pero contrariamente a sus expectativas, varias chicas comienzan a hacerle ojos de una manera muy molesta, con Sayaka en particular, ya que los padres de Masayuki le pidieron a ella que se ocupara del hogar.
Sayaka Shimizu (Shimizu Sayaka)
Interpretado por: Mayuka Nomura
Ella está en el mismo grado que Masayuki (pero en una clase diferente), y se apresura a ir a la casa de Masayuki como ama de llaves porque los padres de Masayuki le pidieron que se fuera y trabaja a la fuerza como residente. Ella es una estudiante de honor hermosa y talentosa, pero sus pensamientos y acciones que están claramente fuera de línea con el sentido común y los delirios que deriva de ellos son tremendamente extraños. Parece tener poderes psíquicos y puede usar cosas como la magia.
Yuka Takamura (Yuka Takamura)
Interpretado por: Natsumi Takamori
La hermana menor de la madre de Masayuki, que es la tía de Masayuki en términos de relación de sangre, pero es una estudiante de secundaria que es un año menor. Ella admira a Masayuki, a quien se refiere como "onii-chan". Es tan delirante como Sayaka, y cuando ésta de repente se instala en la casa, arde en rivalidad y, a menudo, se vuelve loca para evitar que le roben a Masayuki. Tiende a ser muy arrogante y dominante por naturaleza.
Mai Takagi (Mai Takagi)
Interpretado por: Fukumi Matsumoto
Mai es compañera de clase de Yuka. Ella está locamente enamorada de Yuka y considera a Masayuki un obstáculo en su acercamiento hacia Yuka. Por lo general, es una chica amable, pero cuando se trata de Yuka, su actitud hacia Masayuki cambia drásticamente.
Anna Ozono (Anna Kozono)
Interpretado por: Marie Miyake
Una estudiante de primer año de Masayuki que quiere volverse tan "talentosa" como Sayaka.
Matsushita (Matsushita)
Interpretado por: Kazuyuki Okitsu
Compañero de clase de Masayuki. Envidiando a Masayuki, quien de repente se encuentra rodeado de hermosas chicas todos los días, propaga malentendidos y delirios a quienes lo rodean.

## Media

### Manga
| Núm.               | Fecha de Publicación    | ISBN                   |
| ------------------ | ----------------------- | ---------------------- |
| 1                  | 19 de marzo de 2010     | ISBN 978-4-2532-3443-6 |
| 2                  | 18 de noviembre de 2011 | ISBN 978-4-2532-3444-3 |
| 3                  | 20 de junio de 2013     | ISBN 978-4-2532-3445-0 |
| 3 Edición Limitada | 20 de junio de 2013     | ISBN 978-4-2531-8182-2 |
| 4                  | 20 de octubre de 2014   | ISBN 978-4-2532-3446-7 |

### Anime
Una adaptación de un solo episodio dirigido por Keiichiro Kawaguchi y producido por Hoods Entertainment fue lanzado el 20 de junio del 2013 incluido en el tercer volumen del tomo del manga.